# Донской, Лаврентий Дмитриевич
Лаврентий Дмитриевич Донской (1857 (или 1858) — 1917) — русский оперный певец (лирико-драматический тенор). В ГЦТМ им. Бахрушина хранится портрет певца работы неизвестного художника.

## Биография
Родился в августе 1857 (или 1858) года в деревне Ушилова Чухломского уезда Костромской губернии (ныне — Костромская область, Россия).
Происходил из костромской крестьянской семьи. В семье было четверо детей. С 1872 — в Петербурге. Работал в рыбной лавке, маляром.
Скончался в Москве 22 ноября (5 декабря) 1917 года.

### Учёба
Судьбу Лаврентия Донского изменила случайная встреча с балетным артистом императорской труппы Н. О. Гольцем, который устроил музыкального паренька петь в церковном хоре, а затем познакомил с профессиональными певцами, а те, в свою очередь услышав его голос, обратили на него внимание и взялись за его музыкальное образование. По просьбе Н.Гольца первым педагогом Л.Донского стал И. А. Мельников, подготовивший его к поступлению в Петербургскую консерваторию, где Л.Донской учился в 1877—1880 гг., педагоги К. Эверарди и В. Самусь. Причем, поскольку денег на учёбу бедный студент не имел, ему была положена стипендия. По окончании, с 1880 года занимался в Бесплатной музыкальной школе под руководством Д. М. Леоновой и М. Мусоргского.
В это же время начал сценическую деятельность: выступал в концертах, работал хористом в Мариинском театре. В 1888 году — в Милане, где брал уроки вокала у Дж. Ронкони и Гамброджио.

### Сценическая деятельность
В 1882 году поступил в киевскую антрепризу к И. Я. Сетову, первая роль: Богдан Собинин в «Жизни за царя» М. Глинки.
В 1883 году был приглашен солистом в московский Большой театр, где работал в течение 1883 −1904 гг. и стал ведущим тенором Большого театра (primo tenore). Одновременно продолжил занятия вокалом у Ф. П. Комиссаржевского, позднее у К. И. Кржижановского, брал уроки сценического мастерства при подготовке оперных образов у артиста и режиссёра московского Малого театра А. Ленского.
Работая в Большом театре, одновременно участвовал в гастрольных поездках в антрепризе своего родственника (брат гражданской супруги) А. А. Эйхенвальда (Нижний Новгород — 1898, август 1902, 1903; Казань — 1902).
В 1904, покинув Большой театр, создал собственную антрепризу, которая просуществовала до 1908 года, гастролировал в Саратове, Тифлисе и по городам Сибири. Уехав из Москвы в Тифлис, в 1904 −1906 гг. держал оперную антрепризу там.
С 1905 года начал заниматься педагогической деятельностью.
Приобретя имение Гирино в Тверской губернии, Л.Донской организовал там летнюю оперную студию для постановок оперных спектаклей; там же был создан интернат для певцов. Такая студия была единственная в России. Среди постоянных гостей и зрителей там бывали представители московской творческой интеллигенции (например, художник Исаак Левитан).
В 1909 году получил звание Заслуженного артиста императорских театров.

### Концертная деятельность
Большое место в творчестве занимала концертная деятельность. В 1900 году Лаврентий Донской выступил с концертом на Всемирной выставке в Париже, он принимал участие с исполнением романсов в концертах Кружка любителей русской музыки. В 1893 исполнил сольную партию в Мессе С-Dur Л. Бетховена в ансамбле с Евгенией Збруевой, Маргаритой Эйхенвальд, Степаном Трезвинским, 16 февраля 1902 года участвовал в первом исполнении кантаты «Сказание о Великом Китеже» С. Василенко п/у В. Сафонова.
За 20 лет певец исполнил 78 партий в 69 операх.
- «Жизнь за царя» М. Глинки — Собинин (одна из лучших партий певца, исполнил 250 раз[1])
- «Аида» Дж. Верди — Радамес
- 1854 — «Аскольдова могила» А. Верстовского — Всеслав
- 1884 — «Нижегородцы» Э. Направника — Стремянный князь Боровский (впервые в Большом театре)
- 1885 — «Уриель Акоста» В. Серовой — 1-й раввин (первый исполнитель)
- 1887 — «Тарас Бульба» В. Кашперова — Андрий (первый исполнитель)
- 1887 — «Мефистофель» А. Бойто — Фауст (впервые в Большом театре)
- 1887 — «Фенелла, или Немая из Портичи» Д. Обера — Альфонсо
- 1888 — «Борис Годунов» М. Мусоргского, 2-я ред. — Самозванец (впервые в Большом театре)
- 1888 — «Мария Бургундская» П. Бларамберга — Робер (первый исполнитель)
- 1890 — «Сон на Волге» А. С. Аренского — Бастрюков (первый исполнитель)
- 1890 — «Чародейка» П. Чайковского — Княжич Юрий (впервые в Большом театре)
- 1891 — «Марта, или Ричмондский рынок» Ф. Флотова — Лионель
- 1892 — «Лакме» Л. Делиба — Джеральд (впервые в Большом театре)
- 1895 — «Тушинцы» П. Бларамберга — Николай (первый исполнитель)
- 1895 — «Мелузина» И. Трубецкого — Раймонд (первый исполнитель)
- 1895 — «Гугеноты» Дж. Мейербера — Рауль де Нанжи
- 1895 — «Дубровский» Э. Направника — Владимир Дубровский (впервые в Большом театре)
- 1896 — «Ромео и Джульетта» Ш. Гуно — Ромео (впервые в Большом театре)
- 1897 — «Генрих VIII» К. Сен-Санса — Дон Гомец де Фериа
- 1898 — «Ночь перед Рождеством» Н. Римского-Корсакова — Кузнец Вакула (впервые в Большом театре)
- 1899 — «Мазепа» П. Чайковского — Андрей
- 1900 — «Ледяной дом» А. Корещенко — Волынский (первый исполнитель)
- 1901 — «Псковитянка» Н. Римского-Корсакова, 3-я ред.. — Михайло Туча (впервые в Большом театре)
- 1903 — «Добрыня Никитич» А. Гречанинова — Алёша Попович (первый исполнитель)
- «Травиата» Дж. Верди — Альфред
- «Русалка» А. Даргомыжского — Князь
- «Майская ночь» Н. Римского-Корсакова — Левко
- «Снегурочка» Н. Римского-Корсакова — Царь Берендей
- «Евгений Онегин» П. Чайковского — Ленский
- «Юдифь» А. Серова — Вагоа
- «Руслан и Людмила» М. Глинки — Баян
- «Нижегородцы» Э. Направника — Боярин Невзгода-Куратов
- «Жидовка» Ж. Ф. Галеви — Элеазар и Леопольд
- «Лоэнгрин» Р. Вагнера — Лоэнгрин
- «Иоанн Лейденский» («Пророк») Дж. Мейербера — Иоанн Лейденский
- «Демон» А. Рубинштейна — Князь Синодал
- «Нерон» А. Рубинштейна — Нерон
- «Рогнеда» А. Серова — Руальд
- «Вражья сила» А. Серова — Вася
- «Гарольд» Э. Направника — Гарольд
- «Фауст» Ш. Гуно — Фауст
- «Африканка» Дж. Мейербера — Васко да Гама
- «Черевички» П. Чайковского — Вакула
- «Пиковая дама» П. Чайковского — Герман (один из первых исполнителей на московской сцене),
- «Дон Жуан» В. А. Моцарта — Дон Оттавио
- «Лючия ди Ламмермур» Г. Доницетти — Сэр Эдгар Равенсвуд
- «Вильгельм Телль» Дж. Россини — Арнольд
- «Отелло» Дж. Верди — Отелло

### Педагогическая деятельность
Педагогической деятельностью занимался с 1905 года.
Профессор Московского музыкально-драматического училища (1907—1917 гг.)
Среди его учеников: В. Быстров, П.П Болотин, Ф. Вологодский, Б. М. Евлахов, Я. С. Загуменный, Н. Г. Зубарев, Г. С. Пирогов, М. Д. Роменский, Д. Т. Спришевская, А. Н. Ульянов, М. Ф. Шекун-Коломийченко.

## Значение творчества
Пружанский А. М. пишет о творчестве Л. Донского: «Был одним из лучших оперных артистов своего времени, чей успех в Москве мог сравниться с успехом Н. Фигнера в Петербурге. Обладал редким по красоте, ровным, сильным, певучим голосом мягкого тембра и обширного диапазона, природной музыкальностью, художественным вкусом и драматическим. мастерством». Там же автор приводит слова оперного певца и режиссёра, главного режиссёра московского Большого театра В.Шкафера о Л.Донском: «Благодаря своей титанической работе, как в смысле общеобразовательном, так и по части вокального и сценического искусства, он добился видных результатов… У него было хорошо выработанное дыхание, голос был выровнен на всем протяжении диапазона, пение было слегка по-русски открытое, но вместе с тем музыкальное, приятное».

## Семья
Жена: арфистка и певица, представительница знаменитой артистической семьи Надежда Эйхенвальд (гражданский брак).
Правнучка: Елена Алексеевна Трифонова живёт и работает в Москве. Правнук: Андрей Евгеньевич Веселый (1957 года рождения) живёт и работает в Москве. Праправнучка: Веселая Елизавета Андреевна живет и работает в Москве (2000 года рождения). Праправнук: Чистяков Кирилл Олегович 1984 года рождения живет и работает в Москве.